# Oxytrypia noctivolans
Oxytrypia noctivolans är en fjärilsart som beskrevs av Rudolf Pinker 1980. Oxytrypia noctivolans ingår i släktet Oxytrypia och familjen nattflyn. Inga underarter finns listade i Catalogue of Life.